# Arnold Jackson
Arnold Jackson (n. 5 aprilie 1891, Addlestone, Anglia, Regatul Unit al Marii Britanii și Irlandei – d. 13 noiembrie 1972, Oxford, Anglia, Regatul Unit) a fost un atlet ce a reprezentat Regatul Unit al Marii Britanii și al Irlandei de Nord, medaliat olimpic. A participat la o ediție a Jocurilor Olimpice (1912) în care a câștigat medalia de aur în proba de 1500 m.

## Palmares
| An   | Competiție        | Locație           | Loc | Eveniment | Note   |
| ---- | ----------------- | ----------------- | --- | --------- | ------ |
| 1912 | Jocurile Olimpice | Stockholm, Suedia | 1   | 1500 m    | 3:56,8 |